# Parlatoria serrula
Parlatoria serrula är en insektsart som beskrevs av Hall och Williams 1962. Parlatoria serrula ingår i släktet Parlatoria och familjen pansarsköldlöss.
Artens utbredningsområde är Sri Lanka. Inga underarter finns listade i Catalogue of Life.